# Guzmania devansayana
Guzmania devansayana är en gräsväxtart som beskrevs av Charles Jacques Édouard Morren. Guzmania devansayana ingår i släktet Guzmania och familjen Bromeliaceae. Inga underarter finns listade i Catalogue of Life.